# Мисс Интернешнл 1992

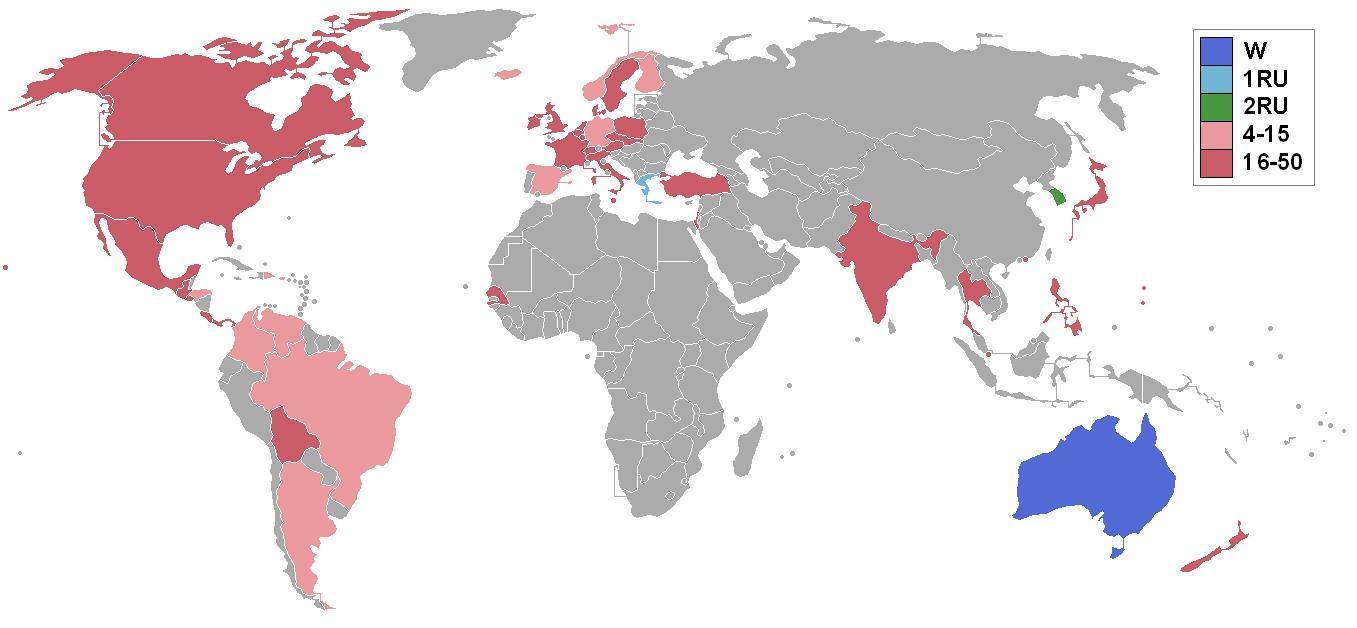
Страны-участницы Мисс Интернешнл

Мисс Интернешнл 1992 (англ. Miss International 1992) — 32-й международный конкурс красоты Мисс Интернешнл, проведённый 18 октября 1992 года в Нагасаки (Япония), который выиграла Кирстен Дэвидсон из Австралии.

## Награды
| Финальные результаты | Участница |
| -------------------- | --- |
| Мисс Интернешнл 1992 | - Австралия — Кирстен Дэвидсон |
| 1-я вице-мисс        | - Греция — Георгия Дросу |
| 2-я вице-мисс        | - Республика Корея — Йеум Джунг-а |
| Полуфиналистки       | - Аргентина — Гизелла Манида Демарчи - Бразилия — Цинтия де Кунто Морейро - Колумбия — Лина Мария Марин Диас - Доминиканская Республика — Гизелль дель Кармен Эбру - Финляндия — Тиина Джоанна Сальмесвирта - Германия — Майке Шварц - Гондурас — Франциск Фунес Падилла - Исландия — Торунн Ларусдоттир - Норвегия — Рита Омвик - Пуэрто-Рико — Даянара Торрес - Испания — Саманта Торрес Уолдрон - Венесуэла — Мария Евгения Родригес |

## Специальные награды
- Мисс Дружба:  Япония, Томоко Нисики
- Мисс Фотогеничность:  Гавайи, Сьюзан Элизабет Шау
- Мисс Национальный костюм:  Колумбия, Лина Мария Марин Диас
- Пуэрто-Рико Даянара Торрес победила на конкурсе Мисс Вселенная 1993.

## Участницы
| - Аргентина — Гизелла Манида Демарчи - Австралия — Кирстен Дэвидсон - Австрия — Карин Фридл (Universe & Europe 92) - Бельгия — Вероника Жаклин Де Рой - Боливия — Ана Паоло Рока Меркадо - Бразилия — Синтия де Кунто Морейро - Канада — Лара Корвен Торнтон - Колумбия — Лина Мария Марин Диас - Коста-Рика — Марисол Сото Аларкон (World 92) - Чехословакия — Степанка Тикова - Дания — Стин Сесиль Хансен - Доминиканская Республика — Гизелла дель Кармен Абреу - Сальвадор — Мария Елена Феррейро - Финляндия — Тиина Джоанна Салмесвирта - Франция — Бненедикт Мари Дельмас - Германия — Майке Шварц (SF Europe 92) - Великобритания — Джоанн Элизабет Льюис (World 91, Europe 92) - Греция — Георгия Дрозу - Гуам — Лиза Мари Мартин - Гватемала — Нэрси Марисела Перес Эрнандес (Universe 92) - Гавайи — Сьюзан Элизабет Шау - Нидерланды — Линда Грандия - Гондурас — Францис Фунес Падилла - Гонконг — Ширли Чьюнг Сует-Линг - Исландия — Торунн Ларусдоттир | - Индия — Комал Санду - Ирландия — Мэри Катрин Мур - Израиль — Сарит Афангар - Италия — Николь Кингетти - Япония — Томоко Нисики - Республика Корея — Йеум Джинг-а - Люксембург — Кэрол Рединг (Universe & Europe 92) - Мальта — Кэрол Софи Кутахар - Мексика — Мария де лос Ангелес Лопес - Новая Зеландия — Робина Уиттакер - Северные Марианские Острова — Кристина Винкой Борха - Норвегия — Рита Омвик (Europe 92, World 93) - Панама — Лизбет дель Кармен Ачурра - Филиппины — Джоанн Тимоти Бабиера Аливио - Польша — Элизабета Ядвига Дзич - Пуэрто-Рико — Даянара Торрес Дельгадо (победительница Universe '93) - Сенегал — Дия Натали Айссату - Сингапур — Ли Ли Го - Испания — Саманта Торрес Уолдрон (World 92) - Швеция — Камилла Ингеборг Унсгаард - Швейцария — Сандра Анита Штеффен - Таиланд — Порнафа Тептиннакорн - Турция — Бану Нур Дипкин - США — Сандра Ли Аллен - Венесуэла — Мария Евгения Родригес Ногера |

## Не участвовали
- Португалия — Сьюзан Алвес да Силва